# 本山雅志
本山 雅志（もとやま まさし、1979年6月20日 - ）は、福岡県北九州市若松区出身の元プロサッカー選手。 現役時代のポジションはミッドフィールダー、フォワード。元日本代表。現鹿島アントラーズアカデミースカウト。

## 来歴
1979年6月20日、北九州市若松区で鮮魚店を営む一家に4人兄弟の末子として生まれる。3つ上の兄の影響で幼稚園の頃からサッカーを始め、地元の二島小学校に入学後1年生からサッカー少年団に所属、本格的に打ち込む。5年生の頃には、指導者から「お前は自由にやっていい。パスはやんないでどんどんドリブルで好きなように仕掛けろ」と言われていた。二島中学校時代には、1年後輩で後に高校の後輩にもなる宮原裕司、同じく2年後輩の山形恭平らと一緒だったが、全国大会には出場出来なかった。中学3年生の時に、福岡県の強豪校、東福岡高校の志波芳則監督にスカウトされ同校に進学。高校では、先輩だった生津将司から監督への提案により1年生からボランチでトップチームのレギュラーになり 、同年の高校選手権でもレギュラーとして出場、1回戦桐光学園戦では1学年上の中村俊輔をマンマークし勝利に貢献するなど、同年の準決勝進出の一翼を担う 。本山の在学中に週2回ほど同校を指導していた元八幡製鉄サッカー部監督の寺西忠成からも常に傍に置かれ薫陶を受けるが、2年時には椎間板ヘルニアを発症、当時は開腹手術しか完治する方法がなかったため、本人曰く「だましだましのまま」出場試合数を限定しながら1年を過ごし、チームもインターハイ、高校選手権ともに県予選で敗れる。しかし3年時の1997年には、攻撃的MFとして、インターハイ、全日本ユース選手権、高校選手権で優勝し、高校サッカー史上初の3冠を達成、併せて公式戦で年間49勝2分無敗という驚異的な記録も達成する。特に高校選手権決勝は、後に鹿島のチームメイトになる中田浩二がいる帝京高校との対戦であったが、史上初のインターハイ決勝との同一カード、かつインターハイ優勝校が高校選手権では優勝出来ないというジンクスが27年間続いており、それを打ち破っての快挙であった。
1998年に鹿島に入団（同期は小笠原満男、中田浩二、曽ヶ端準、山口武士、中村祥朗）。その年の天皇杯で4試合に出場し、3得点を挙げた。同年のAFCユース選手権ではチームの準優勝に貢献するとともに、自身も高原と並び大会得点王を獲得した。続く1999年には、ナイジェリアで開催されたU-20世界選手権（ワールドユース）の日本代表の一員として準優勝に貢献し、小野伸二と共にベストイレブンに選ばれた。
また、この年から鹿島でもリーグ戦にコンスタントに出場するようになり、翌2000年にはシドニーオリンピックに出場するとともに、A代表に選出され、6月18日のボリビア戦で代表デビューを果たした。さらには2000年、2001年の鹿島のリーグ連覇にスーパーサブとして貢献した。
2002年からは、前年限りで退団したビスマルクの背番号10を継承し、名実ともに鹿島の中心選手となった。しかし代表では主戦場としていた左サイドはチーム最大の人材過多のポジションであり、小野、中村俊、三都主、服部、三浦淳らが候補としてひしめいていた。特にスーパーサブのドリブラーとしての役割まで重なり2001年になって帰化した三都主が大ブレイク中であった事もあり、日本と韓国で開催された2002 FIFAワールドカップの代表には選出されなかった。
ジーコが代表を率いるようになった2003年からは代表に招集される機会が多くなり、FWもしくはトップ下としてAFCアジアカップ2004などに参加したものの、ある程度の出場機会が与えられたにも関わらず最後まで無得点だった事でアピールできず、ドイツで開催された2006 FIFAワールドカップの代表からは外れた。
2007年には6月16日のサンフレッチェ広島戦でリーグ戦通算200試合出場を達成し、同試合で鹿島ホーム通算500得点目の記念ゴールを決めた。またプロ10年目にしてはじめてリーグ戦全試合出場を果たし、6年ぶりのリーグ優勝に大きく貢献した。
2008年から移籍した柳沢敦から鹿島の選手会長を引き継ぐ。シーズン中盤の6月に先天性水腎症を患っていることが判明したが、リーグ戦終了までごく近い関係者にしかその事実を明かさず、国際試合のAFCチャンピオンズリーグ（ACL）を含めてほぼフルに出場、リーグ連覇を果たした。12月25日水腎症の手術を受けた。
2014年7月27日のJ1第17節・浦和戦で、クラブ最長の17シーズン目で通算500試合を達成した。
2015年シーズンでは僅か6試合計139分間の出場にとどまったため、「まだピッチに立ち続けたい。プロ選手として、あるべき姿を追い求めたい」との願いから、11月26日、18シーズン在籍した鹿島を退団することが発表され、12月26日、ギラヴァンツ北九州に加入した。
2016年はJ2リーグ戦36試合に出場、うち22試合で先発出場し、4アシストを記録したものの得点はなく、チームはJ2最下位となり翌年のJ3降格となり、リーグ最終節終了翌日の11月21日には右ひざ前十字靭帯損傷と診断され、手術をすると発表された。その後リハビリテーションを続け、練習には復帰していたが、2017年8月7日、練習中に右膝に違和感を感じ、翌日半月板損傷と診断され、東京都内で手術を受ける。結果、合計11か月ほど戦列を離脱。2017年10月1日、ホームのJ3リーグ対SC相模原で途中出場ながら復帰を果たした。翌2018年はチーム開幕戦となる第2節で先発、第4節ではフル出場したが、先発出場は第8節を最後になく、第23節の後半交代出場が同シーズン最後の公式戦出場となった。2019年シーズン、北九州はJ3リーグ優勝を果たすが、本山はGK以外のフィールドプレーヤーとしては唯一公式戦出場なしに終わり、同シーズン終了後の12月24日、契約満了が発表された。
2020年は、家業の鮮魚店を手伝いつつ現役復帰を目指していた。
2021年からマレーシア・プレミアリーグのクランタン・ユナイテッドFCに所属。本山にとって初の国外リーグ参加となる。
2023年4月1日、カシマスタジアムで引退を表明した。
2023年11月19日、カシマスタジアムで引退試合「モトフェス」を行い、本山が「10番」を背負った「ANTLERS LEGENDS」と小野伸二や稲本潤一ら黄金世代のメンバーも名を連ねた「MO10 FRIENDS」が対戦した。「ANTLERS LEGENDS」が最終的に9-4で勝利を収めた。全メンバーはエピソードに記載する。

## 評価
オズワルド・オリヴェイラは「私が鹿島からのオファーをいただいた時に、私の弟が昔フィジカルコーチをしていた。『アントラーズにはすごい10番がいるぞ、日本一のうまい選手がいるぞ』と彼から聞いて楽しみにして日本に来た。彼に接したり、プレーしている中で確かにそうだなと思った。技術もあり、ドリブルもあり、インテリジェンスという部分もあり、それをどうやって生かしていくのかというところだった。不思議なことに、日本のハーフはサイドでしかプレーしない。それだと武器をもっていても生きない。本山選手の技術や能力を考えれば、真ん中でプレーしてもおもしろいかなと。一番相手が使われたくない場所、バイタルエリアで落ち着いてプレーできるという意味で日本で一番ではないかと思う。長年サッカーの世界で生活しているが、戦術的な理解度とゲームを読む力は5本の指に入るくらいの能力を、彼は持っていると思う。唯一残念な部分は、怪我や病気などフィジカル的な問題で90分間使えないこと」と評している。

## プレースタイル
圧倒的なキレとドリブルセンスを持った選手。独特のリズムとタッチですり抜けていくドリブラー。2002年以降ジーコ、レオナルド、ビスマルクらがつけたアントラーズの10番を託され、攻撃の中心としてチームを引っ張っていく存在となっていった。
2005年にはクリスティアーノ・ロナウド擁するマンチェスター・ユナイテッドに本山の2ゴールで2-1と勝利する。
現役の選手では三笘薫と比較されることがある。

## エピソード
- 豊国学園高等学校に進学していた兄の勧めで、東福岡高校サッカー部に興味を持ち、監督の志波から直接誘われたことで本人は同校に進学する気になっていたが、志波が必要な手続を失念していたため、なかなか公的に声が掛からず、「ダメならほかの学校に行くか、勉強でヒガシに入学してサッカー部に入るか、どうしようか考えはじめていた」ところ、偶然高校選手権の県予選で東福岡高校と対戦した兄が、試合終了後に志波に駆け寄り「弟をどうぞよろしくお願いします」とだけ伝え、立ち去ったことで、志波は再度本山を訪問、手続きがなされたという[4]。
- 2008シーズンは水腎症発覚後、症状の悪化を防ぐために水分の摂取量に細心の注意を払い、引退を覚悟してピッチに立ち続けた。優勝決定直後の12月7日に公表された。12月25日手術[10]。
- 2009年、シーズンのリーグ戦5連敗中には決起集会を呼びかけた[24]。
- マレーシアでは本当に41歳なのかとクラブに問い合わせが来た。41歳に見えないほど上手いプレーをした[25]。
- サクソフォン奏者の平原まこととは親戚である[26] また、シンガーソングライターの平原綾香は親戚である[27]。
- 引退試合「モトフェス」出場メンバーは以下の通り。

| 本山雅志、ジーコ、中田浩二、新井場徹、曽ケ端準、石井正忠、奥野僚右、本田泰人、長谷川祥之、名良橋晃、柳沢敦、野沢拓也、岩政大樹、青木剛、内田篤人、クォン・スンテ、土居聖真、柴崎岳、昌子源、植田直通、荒木遼太郎、小笠原満男（※コンディション不良により不参加）、相馬直樹（※諸事情により不参加）、鈴木修人（※諸事情により不参加）、鈴木優磨（※コンディション不良により不参加） |

| 本山雅志、山口武士、中村祥朗、佐藤洋平、室井市衛、阿部敏之、平瀬智行、酒井友之、坪井慶介、金古聖司、宮原裕司、深井正樹、中村幸聖、杉山哲、田代有三、船山祐二、石神直哉、増田誓志、伊野波雅彦、笠井健太、稲本潤一、小野伸二、興梠慎三、遠藤康、佐々木竜太、大迫勇也、佐藤昭大（※諸事情により不参加） |

## 所属クラブ
ユース経歴
- 1992年 - 1994年 北九州市立二島中学校
- 1995年 - 1997年 東福岡高等学校

プロ経歴
- 1998年 - 2015年  鹿島アントラーズ
- 2016年 - 2019年  ギラヴァンツ北九州
- 2021年 - 2022年  クランタン・ユナイテッドFC

## 個人成績
| 国内大会個人成績 | 国内大会個人成績 | 国内大会個人成績 | 国内大会個人成績     | 国内大会個人成績 | 国内大会個人成績 | 国内大会個人成績 | 国内大会個人成績 | 国内大会個人成績 | 国内大会個人成績 | 国内大会個人成績 | 国内大会個人成績 |
| 年度             | クラブ           | 背番号           | リーグ               | リーグ戦         | リーグ戦         | リーグ杯         | リーグ杯         | オープン杯       | オープン杯       | 期間通算         | 期間通算         |
| 年度             | クラブ           | 背番号           | リーグ               | 出場             | 得点             | 出場             | 得点             | 出場             | 得点             | 出場             | 得点             |
| 日本             | 日本             | 日本             | 日本                 | リーグ戦         | リーグ戦         | リーグ杯         | リーグ杯         | 天皇杯           | 天皇杯           | 期間通算         | 期間通算         |
| ---------------- | ---------------- | ---------------- | -------------------- | ---------------- | ---------------- | ---------------- | ---------------- | ---------------- | ---------------- | ---------------- | ---------------- |
| 1998             | 鹿島             | 24               | J                    | 1                | 0                | 0                | 0                | 4                | 3                | 5                | 3                |
| 1999             | 鹿島             | 24               | J1                   | 18               | 0                | 2                | 0                | 0                | 0                | 20               | 0                |
| 2000             | 鹿島             | 16               | J1                   | 18               | 6                | 3                | 1                | 5                | 0                | 26               | 7                |
| 2001             | 鹿島             | 16               | J1                   | 21               | 3                | 3                | 0                | 3                | 2                | 27               | 5                |
| 2002             | 鹿島             | 10               | J1                   | 24               | 3                | 7                | 1                | 4                | 2                | 35               | 6                |
| 2003             | 鹿島             | 10               | J1                   | 20               | 4                | 4                | 1                | 4                | 1                | 28               | 6                |
| 2004             | 鹿島             | 10               | J1                   | 24               | 3                | 0                | 0                | 2                | 0                | 26               | 3                |
| 2005             | 鹿島             | 10               | J1                   | 32               | 5                | 0                | 0                | 3                | 1                | 35               | 6                |
| 2006             | 鹿島             | 10               | J1                   | 27               | 2                | 7                | 0                | 4                | 1                | 38               | 3                |
| 2007             | 鹿島             | 10               | J1                   | 34               | 2                | 9                | 4                | 5                | 1                | 48               | 7                |
| 2008             | 鹿島             | 10               | J1                   | 32               | 3                | 2                | 0                | 1                | 0                | 35               | 3                |
| 2009             | 鹿島             | 10               | J1                   | 27               | 2                | 2                | 0                | 3                | 0                | 32               | 2                |
| 2010             | 鹿島             | 10               | J1                   | 15               | 2                | 2                | 0                | 5                | 1                | 22               | 3                |
| 2011             | 鹿島             | 10               | J1                   | 13               | 0                | 1                | 0                | 3                | 0                | 17               | 0                |
| 2012             | 鹿島             | 10               | J1                   | 17               | 3                | 6                | 0                | 2                | 0                | 25               | 3                |
| 2013             | 鹿島             | 10               | J1                   | 24               | 0                | 7                | 1                | 3                | 0                | 34               | 1                |
| 2014             | 鹿島             | 10               | J1                   | 12               | 0                | 2                | 1                | 0                | 0                | 14               | 1                |
| 2015             | 鹿島             | 10               | J1                   | 6                | 0                | 0                | 0                | 2                | 0                | 8                | 0                |
| 2016             | 北九州           | 43               | J2                   | 36               | 0                | -                | -                | 2                | 0                | 38               | 0                |
| 2017             | 北九州           | 43               | J3                   | 5                | 0                | -                | -                | 0                | 0                | 5                | 0                |
| 2018             | 北九州           | 43               | J3                   | 9                | 0                | -                | -                | -                | -                | 9                | 0                |
| 2019             | 北九州           | 43               | J3                   | 0                | 0                | -                | -                | 0                | 0                | 0                | 0                |
| マレーシア       | マレーシア       | マレーシア       | マレーシア           | リーグ戦         | リーグ戦         | マレーシア杯     | マレーシア杯     | FA杯             | FA杯             | 期間通算         | 期間通算         |
| 2021             | クランタンU      | 10               | マレーシア・プレミア | 0                | 0                | 0                | 0                | 1                | 0                | 1                | 0                |
| 通算             | 日本             | 日本             | J1                   | 365              | 38               | 57               | 9                | 53               | 12               | 475              | 59               |
| 通算             | 日本             | 日本             | J2                   | 36               | 0                | -                | -                | 2                | 0                | 38               | 0                |
| 通算             | 日本             | 日本             | J3                   | 14               | 0                | -                | -                | 0                | 0                | 14               | 0                |
| 通算             | マレーシア       | マレーシア       | マレーシア・プレミア | 0                | 0                | 0                | 0                | 1                | 0                | 1                | 0                |
| 総通算           | 総通算           | 総通算           | 総通算               | 415              | 38               | 57               | 9                | 56               | 12               | 528              | 59               |

その他の公式戦
- 2000年
  - Jリーグチャンピオンシップ 2試合0得点
- 2001年
  - スーパーカップ 1試合0得点
  - Jリーグチャンピオンシップ 2試合0得点
- 2002年
  - スーパーカップ 1試合1得点
- 2008年
  - スーパーカップ 1試合1得点
- 2009年
  - スーパーカップ 1試合0得点
- 2011年
  - スーパーカップ 1試合0得点

| 国際大会個人成績 | 国際大会個人成績 | 国際大会個人成績 | 国際大会個人成績 | 国際大会個人成績 |
| 年度             | クラブ           | 背番号           | 出場             | 得点             |
| AFC              | AFC              | AFC              | ACL              | ACL              |
| ---------------- | ---------------- | ---------------- | ---------------- | ---------------- |
| 2002-03          | 鹿島             | 10               | 1                | 0                |
| 2008             | 鹿島             | 10               | 7                | 3                |
| 2009             | 鹿島             | 10               | 6                | 1                |
| 2010             | 鹿島             | 10               | 0                | 0                |
| 2011             | 鹿島             | 10               | 3                | 0                |
| 2015             | 鹿島             | 10               | 4                | 0                |
| 通算             | AFC              | AFC              | 21               | 4                |

その他の国際公式戦
- 1998年 - 1999年
  - アジアカップウィナーズカップ 2試合3得点
- 1999年 - 2002年
  - アジアクラブ選手権 9試合2得点
- 2003年
  - A3チャンピオンズカップ2003 0試合0得点
- 2012年
  - スルガ銀行チャンピオンシップ 1試合0得点

出場歴
- Jリーグ初出場 - 1998年7月29日 1st第14節 vsジェフユナイテッド市原（県立カシマサッカースタジアム）
- Jリーグ初得点 - 2000年5月6日 J1.1st第11節 vsジュビロ磐田（ヤマハスタジアム）

## 代表歴
- A代表初出場 - 2000年6月18日 - キリンカップサッカー2000 対ボリビア戦（横浜国際総合競技場）

### 出場大会
- U-19、U-20日本代表
  - AFCユース選手権1998
  - 1999 FIFAワールドユース選手権
- U-22、U-23日本代表
  - 2000年 シドニーオリンピック
- 日本代表
  - 2003年 東アジアサッカー選手権2003
  - 2004年 AFCアジアカップ2004
  - 2005年 FIFAコンフェデレーションズカップ2005
  - 2005年 東アジアサッカー選手権2005

### 試合数
- 国際Aマッチ 28試合 0得点(2000年 - 2006年)

| 日本代表 | 国際Aマッチ | 国際Aマッチ |
| 年       | 出場        | 得点        |
| -------- | ----------- | ----------- |
| 2000     | 3           | 0           |
| 2001     | 0           | 0           |
| 2002     | 0           | 0           |
| 2003     | 3           | 0           |
| 2004     | 12          | 0           |
| 2005     | 8           | 0           |
| 2006     | 2           | 0           |
| 通算     | 28          | 0           |

### 出場
| No. | 開催年月日     | 開催都市           | スタジアム                               | 対戦国                 | 結果        | 監督     | 大会                             |
| --- | -------------- | ------------------ | ---------------------------------------- | ---------------------- | ----------- | -------- | -------------------------------- |
| 1.  | 2000年6月18日  | 横浜               | 横浜国際総合競技場                       | ボリビア               | ○2-0        | トルシエ | キリンカップサッカー2000         |
| 2.  | 2000年8月16日  | 広島               | 広島ビッグアーチ                         | アラブ首長国連邦       | ○3-1        | トルシエ | キリンチャレンジ2000             |
| 3.  | 2000年12月20日 | 東京               | 国立競技場                               | 韓国                   | △1-1        | トルシエ | キリンビバレッジ2000             |
| 4.  | 2003年9月10日  | 新潟               | 新潟スタジアム ビッグスワン              | セネガル               | ●0-1        | ジーコ   | キリンチャレンジカップ2003       |
| 5.  | 2003年12月4日  | 東京               | 国立競技場                               | 中国                   | ○2-0        | ジーコ   | 東アジアサッカー選手権2003       |
| 6.  | 2003年12月10日 | 横浜               | 横浜国際総合競技場                       | 韓国                   | △0-0        | ジーコ   | 東アジアサッカー選手権2003       |
| 7.  | 2004年2月7日   | 鹿嶋               | 茨城県立カシマサッカースタジアム         | マレーシア             | ○4-0        | ジーコ   | キリンチャレンジカップ2004       |
| 8.  | 2004年4月25日  | ザラエジェルツェグ | ZTEオレーノ                              | ハンガリー             | ●2-3        | ジーコ   | 国際親善試合                     |
| 9.  | 2004年4月28日  | プラハ             | トヨタ・アレーナ                         | チェコ                 | ○1-0        | ジーコ   | 国際親善試合                     |
| 10. | 2004年5月30日  | マンチェスター     | シティ・オブ・マンチェスター・スタジアム | アイスランド           | ○3-2        | ジーコ   | 国際親善試合                     |
| 11. | 2004年7月9日   | 広島               | 広島ビッグアーチ                         | スロバキア             | ○3-1        | ジーコ   | キリンカップサッカー2004         |
| 12. | 2004年7月20日  | 重慶               | 重慶オリンピックスポーツセンター         | オマーン               | ○1-0        | ジーコ   | AFCアジアカップ2004              |
| 13. | 2004年7月24日  | 重慶               | 重慶オリンピックスポーツセンター         | タイ                   | ○4-1        | ジーコ   | AFCアジアカップ2004              |
| 14. | 2004年7月28日  | 重慶               | 重慶オリンピックスポーツセンター         | イラン                 | △0-0        | ジーコ   | AFCアジアカップ2004              |
| 15. | 2004年7月31日  | 重慶               | 重慶オリンピックスポーツセンター         | ヨルダン               | ○1-1(PK4-3) | ジーコ   | AFCアジアカップ2004              |
| 16. | 2004年8月18日  | 静岡               | 静岡スタジアム エコパ，                  | アルゼンチン           | ●1-2        | ジーコ   | キリンチャレンジカップ2004       |
| 17. | 2004年9月8日   | コルカタ           | ソルトレイク・スタジアム                 | インド                 | ○4-0        | ジーコ   | W杯 ドイツ大会 アジア地区1次予選 |
| 18. | 2004年11月17日 | さいたま           | 埼玉スタジアム2002                       | シンガポール           | ○1-0        | ジーコ   | W杯 ドイツ大会 アジア地区1次予選 |
| 19. | 2005年1月29日  | 横浜               | 横浜国際総合競技場                       | カザフスタン           | ○4-0        | ジーコ   | キリンチャレンジカップ2005       |
| 20. | 2005年2月2日   | さいたま           | 埼玉スタジアム2002                       | シリア                 | ○3-0        | ジーコ   | キリンチャレンジカップ2005       |
| 21. | 2005年5月22日  | 新潟               | 新潟スタジアム                           | ペルー                 | ●0-1        | ジーコ   | キリンカップサッカー2005         |
| 22. | 2005年5月27日  | 東京               | 国立競技場                               | アラブ首長国連邦       | ●0-1        | ジーコ   | キリンカップサッカー2005         |
| 23. | 2005年7月31日  | 大田               | 大田ワールドカップ競技場                 | 朝鮮民主主義人民共和国 | ●0-1        | ジーコ   | 東アジアサッカー選手権2005       |
| 24. | 2005年8月3日   | 大田               | 大田ワールドカップ競技場                 | 中国                   | △2-2        | ジーコ   | 東アジアサッカー選手権2005       |
| 25. | 2005年8月7日   | 大邱               | 大邱ワールドカップ競技場                 | 韓国                   | ○1-0        | ジーコ   | 東アジアサッカー選手権2005       |
| 26. | 2005年10月8日  | リガ               | スコント・スタディオン                   | ラトビア               | △2-2        | ジーコ   | 国際親善試合                     |
| 27. | 2006年2月10日  | サンフランシスコ   | SBCパーク                                | アメリカ合衆国         | ●2-3        | ジーコ   | 国際親善試合                     |
| 28. | 2006年2月18日  | 静岡               | 静岡スタジアム エコパ                    | フィンランド           | ○2-0        | ジーコ   | キリンチャレンジカップ2006       |

## 指導歴
- 2023年7月 -  鹿島アントラーズ
  - 2023年7月 - アカデミースカウト
  - 2024年10月 - 同年12月 トップチーム コーチ

## タイトル

### クラブ
鹿島アントラーズ
- J1リーグ：6回（1998年、2000年、2001年、2007年、2008年、2009年）
- Jリーグカップ：5回（2000年, 2002年, 2011年、2012年、2015年）
- 天皇杯：3回（2000年、2007年、2010年、）
- FUJI XEROX SUPER CUP：4回（1998年、1999年、2009年、2010年）
- A3チャンピオンズカップ：1回（2003年）
- スルガ銀行チャンピオンシップ：2回（2012年、2013年）

ギラヴァンツ北九州
- J3リーグ：1回（2019年）
- 福岡県サッカー選手権大会：2回（2017年、2019年）

### 代表
- AFCアジアカップ2004

### 個人
- AFC U-19選手権得点王（1998年）
- 1999 FIFAワールドユース選手権 ベストイレブン（1999年）
- Jリーグ優秀新人賞（1999年）
- Jリーグ優秀選手賞（2007年）

## 出演

### CM
- 日清食品「焼豚屋」 (2002年)
  - 『バス篇』- 柳沢敦との共演
  - 『飛行機篇』- 柳沢敦との共演